# Perdita euphorbiae
Perdita euphorbiae är en biart som beskrevs av Timberlake 1954. Perdita euphorbiae ingår i släktet Perdita och familjen grävbin. Inga underarter finns listade i Catalogue of Life.